# 110E busz (Budapest)
A budapesti 110E jelzésű autóbusz a Bosnyák tér és az Apor Vilmos tér között közlekedett, a Lánchíd lezárásának idején. A vonalat a Budapesti Közlekedési Zrt. üzemeltette.

## Története
2021. június 16-án, a Lánchíd lezárásával egy időben új gyorsjáratot indítottak 110E jelzéssel, célja a terelt útvonalon közlekedő 105-ös busz tehermentesítése volt.
2022. január 3-ától Budán a Németvölgyi útnál fordult vissza a Bosnyák tér felé, végállomása továbbra is az Apor Vilmos tér maradt.
2022. december 16-án a Lánchíd ideiglenes megnyitásával a buszjárat megszűnt.

## Útvonala
| Apor Vilmos tér felé |
| Bosnyák tér vá. – Thököly út – Baross tér – Rákóczi út – Kossuth Lajos utca – Szabad sajtó út – Erzsébet híd – Hegyalja út – BAH-csomópont – Jagelló út – Apor Vilmos tér – Apor Vilmos tér vá.                                                                              |
| Bosnyák tér felé |
| Apor Vilmos tér vá. – Apor Vilmos tér – Stromfeld Aurél út – Németvölgyi út – Stromfeld Aurél út – Apor Vilmos tér – Jagelló út – BAH-csomópont – Hegyalja út – Erzsébet híd – Szabad sajtó út – Kossuth Lajos utca – Rákóczi út – Baross tér – Thököly út – Bosnyák tér vá. |

## Megállóhelyei
Az átszállási kapcsolatok között az azonos útvonalon közlekedő 110-es és 112-es jelzésű buszok nincsenek feltüntetve.
A 110-es és 112-es buszokkal közös szakaszon a gyorsjárat a következő megállókban nem állt meg: Amerikai út, Stefánia út / Thököly út, Cházár András utca, Reiner Frigyes park, Huszár utca.
| 0  | Bosnyák tér végállomás     | 32 | 3, 62, 62A 7, 7E, 8E, 32, 108E, 124, 125, 125B, 133E, 277 |
| 1  | Bosnyák tér                | ∫  | 3, 62, 62A 7, 7E, 8E, 32, 108E, 124, 125, 125B, 133E, 277 |
| 2  | Tisza István tér           | 30 | 82, 82A 7, 8E, 108E, 133E |
| 4  | Zugló vasútállomás         | 27 | 1, 1M 72M 5, 7, 7E, 8E, 108E, 133E S21 S50 G50 Z50 IC, sebesvonat, gyorsvonat                                                                                      |
| 9  | Keleti pályaudvar M        | 22 | 2M, 24 73, 76, 78, 79M, 80 5, 7, 7E, 8E, 20E, 30, 30A, 107, 108E, 133E, 230 G10 S60 G60 Z60 S80 G80 IC, EC, EN, InterRégió, sebesvonat, gyorsvonat, expresszvonat, |
| 12 | Blaha Lujza tér M          | 20 | 4, 6, 28, 28A, 37, 37A, 62 74 5, 7, 7E, 8E, 99, 107, 108E, 133E, 217E                                                                                              |
| 14 | Uránia                     | 18 | 74 5, 7, 8E, 107, 108E, 133E |
| 15 | Astoria M                  | 17 | M3 47, 48, 49 72M, 74 5, 7, 8E, 9, 107, 108E, 133E |
| 18 | Ferenciek tere M           | 14 | 5, 7, 8E, 15, 107, 108E, 115, 133E |
| 18 | Március 15. tér            | 12 | 2, 2B, 2M 5, 7, 8E, 15, 105, 107, 108E, 115, 133E, 178 |
| 20 | Döbrentei tér              | 11 | 19, 41, 56, 56A 5, 7, 8E, 105, 107, 108E, 178 |
| 23 | Sánc utca                  | 9  | 8E, 27, 108E, 178 |
| 24 | Mészáros utca              | 7  | 8E, 108E |
| ∫  | BAH-csomópont              | 6  | 17, 61 8E, 108E, 139, 140, 140A, 212, 212A, 212B |
| 26 | BAH-csomópont              | 4  | 17, 61 8E, 108E, 139, 140, 140A, 212, 212A, 212B |
| 28 | Sirály utca                | 3  | 212, 212A, 212B |
| ∫  | Apor Vilmos tér            | 2  | 59, 59A, 59B 102, 105 |
| ∫  | Németvölgyi út             | 1  | 102, 105 |
| 29 | Apor Vilmos tér végállomás | 0  | 59, 59A, 59B 102, 105 |